# Font de pedra a Kutná Hora
La font de pedra és una obra situada a Rejsková náměstí a Kutná Hora. Està protegida com a monument cultural de la República Txeca.

## Història
La font probablement va ser construïda pel mestre Briccius Gauske el 1493-1495 (abans es considerava que Matěj Rejsek era el constructor de la font). La construcció va ser finançada per Jan Smíšek de Vrchovišť, el propietari de Hrádek. És un prisma de dotze cares de pedra ricament decorat d'estil gòtic tardà. Segons les antigues descripcions, originàriament tenia baranes àtiques i un alt sostre hexagonal, i probablement estava decorat amb diverses escultures sobre consoles. El constructor va plasmar la relació dels habitants amb l'aigua preciosa, que a l'edat mitjana s'havia de portar a la ciutat a través de diversos quilòmetres de canonades de fusta. La font va servir com a dipòsit d'aigua potable fins al 1890. Va ser restaurada per Ludvík Lábler el 1887–1890.